# Frances Wright
Frances Wright (Dundee, Escòcia, 6 de setembre de 1795-Cincinnati, Ohio,13 de desembre de 1852), coneguda com a Fanny Wright, va ser una escriptora, lliurepensadora, protofeminista i abolicionista, ciutadana nord-americana des de 1825.

## Primers anys
Filla del ric comerciant James Wright, va ser òrfena de pare i mare des de l'edat de 3 anys; quedà sota custòdia d'un oncle matern a Anglaterra. En créixer, va retornar a Escòcia, on passava els hiverns estudiant i escrivint, i els estius visitant les terres altes. Als 18 anys va escriure el seu primer llibre. Va emigrar als Estats Units d'Amèrica el 1818 i durant dos anys va viatjar pel país amb les seves germanes. Es va establir i va obtenir la ciutadania. Es va casar amb el físic francès Guillayme D'Arusmont, amb qui va tenir un fill, però posteriorment es van divorciar.

## Activisme
Frances Wright va lluitar per l'abolició de l'esclavitud, la universalització i igualtat a l'educació i els drets de les dones. Va atacar la religió institucional, l'avarícia i el capitalisme. Va participar activament en el moviment social dirigit per Robert Owen. La seva oposició a l'esclavitud va contrastar amb la posició de la majoria dels demòcrates i alhora el seu activisme en favor de la classe treballadora la va distanciar de molts abolicionistes.
Wright va ser cofundadora del periòdic Free Inquirer i autora dels llibres Views of Society and Manners in America (1821), A Few Days in Athens (1822), i Course of Popular Lectures (1836). La publicació de Views of Society and Manners in America fou un moment crucial en la vida de Fanny Wright, en determinar les seves noves relacions, la seva vida als Estats Units i el seu futur com a reformadora social. El llibre que va ser traduït a diversos idiomes: tracta sobre el poble nord-americà, els seus ideals, institucions i els ideals de l'humanitarisme que podrien obrir pas a un nou món democràtic. Wright va arribar a ser la primera dona que al país va donar una conferència a una audiència mixta, el Dia de la Independència, el 1828, a New Harmony.
Va ser una activista del Moviment Popular per a la Salut, entre 1830 i 1840, advocà perquè les dones participaren en la salut i la medicina. Després d'una campanya política el 1838, va sofrir problemes de salut i la seva defunció es va produir com a resultat d'una caiguda en el gel.

## Nashoba

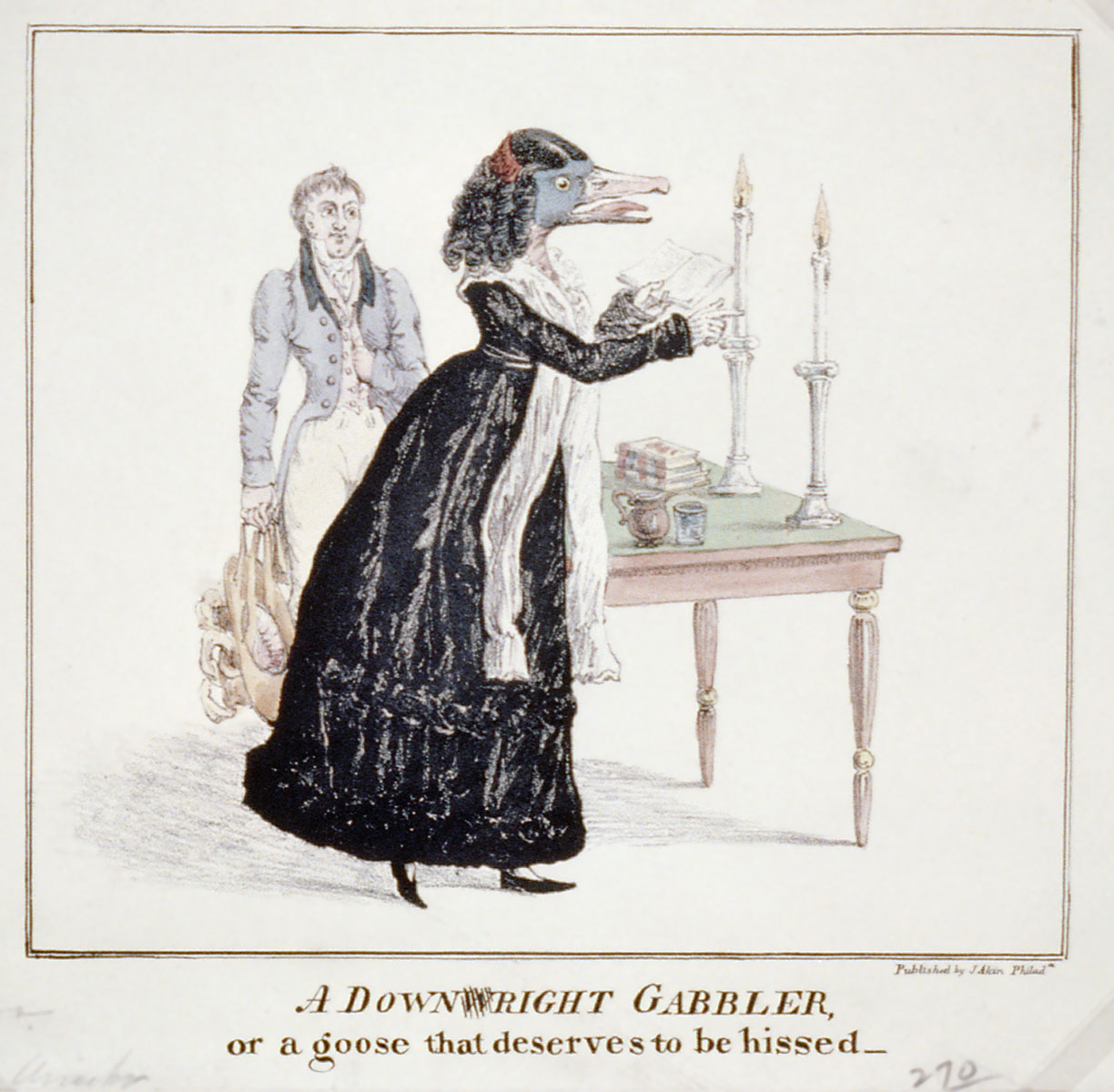
Caricatura contra les conferències de Frances Wright

El 1825, Wright va fundar la Comuna Nashoba, que es proposava
educar esclaus per preparar-los per a la llibertat. Esperava construir una comunitat multiètnica, independent econòmicament, que inclogués esclaus, negres lliures i blancs. Nashoba estava parcialment basada en l'assentament fundat per Owen a New Harmony, on Wright passava una part significativa del seu temps. Nashoba va durar fins que Wright va emmalaltir de malària i va haver de viatjar a Europa per recuperar-se. La comuna de Nashoba tingué problemes per l'aproximació benèfica als esclaus que vivien allí i pels rumors de matrimonis interètnics; llavors la comuna va caure en dificultats financeres que en van causar la clausura. El 1830, Wright va alliberar 30 esclaus de la comuna i els va acompanyar a Haití, on van poder viure immediatament com a homes i dones lliures.
L'actual ciutat de Germantown, Tennessee, un suburbi de Memphis, està situada al territori on es va establir Nashoba.